# 荒木あかね
荒木 あかね（あらき あかね、1998年10月19日 - ）は、日本の推理作家。

## 略歴
福岡県出身。九州大学文学部卒業。
中学3年生の時に有栖川有栖の短編小説「探偵、青の時代」を読んだことをきっかけに創作を始める。
2022年、『此の世の果ての殺人』で第68回江戸川乱歩賞を受賞してデビュー。同賞の受賞者としては史上最年少であった。

## 受賞・候補歴
- 2022年 - 『此の世の果ての殺人』で第68回江戸川乱歩賞受賞。

## ミステリ・ランキング
- 週刊文春ミステリーベスト10
  - 2022年 - 『此の世の果ての殺人』5位
  - 2023年 - 『ちぎれた鎖と光の切れ端』13位

- このミステリーがすごい!
  - 2023年 - 『此の世の果ての殺人』11位
  - 2024年 - 『ちぎれた鎖と光の切れ端』10位

- 本格ミステリ・ベスト10
  - 2023年 - 『此の世の果ての殺人』17位
  - 2024年 - 『ちぎれた鎖と光の切れ端』10位

- ミステリが読みたい!
  - 2023年 - 『此の世の果ての殺人』12位
  - 2024年 - 『ちぎれた鎖と光の切れ端』15位

- MRC大賞
  - 2022年 - 『此の世の果ての殺人』7位
  - 2023年 - 『ちぎれた鎖と光の切れ端』5位

## 作品リスト

### 単行本
- 『此の世の果ての殺人』（2022年8月 講談社）
- 『ちぎれた鎖と光の切れ端』（2023年8月 講談社）

### アンソロジー
「」内が荒木あかねの作品
- 『本格王2023』（2023年6月 講談社文庫）「同好のSHE」

### 雑誌掲載作品
短編小説
- 「同好のSHE」 - 『小説現代』2022年9月号
- 「おむこさんは殺人鬼」 - 『別冊文藝春秋』2023年7月号
- 「答え合わせ」 - 『オール讀物』2023年9・10月合併号
- 「プライドの隙間」 - 『オール読物』2025年8・9月号

エッセイ
- 「わたしの相棒」 - 『小説新潮』2023年1月号
- 「私の黒歴史――「自分でやるな」」 - 『小説 野性時代』2023年2月号
- 「リレーエッセイ「気付けば、相棒」」 - 『小説宝石』2023年9月号